# Cởi truồng

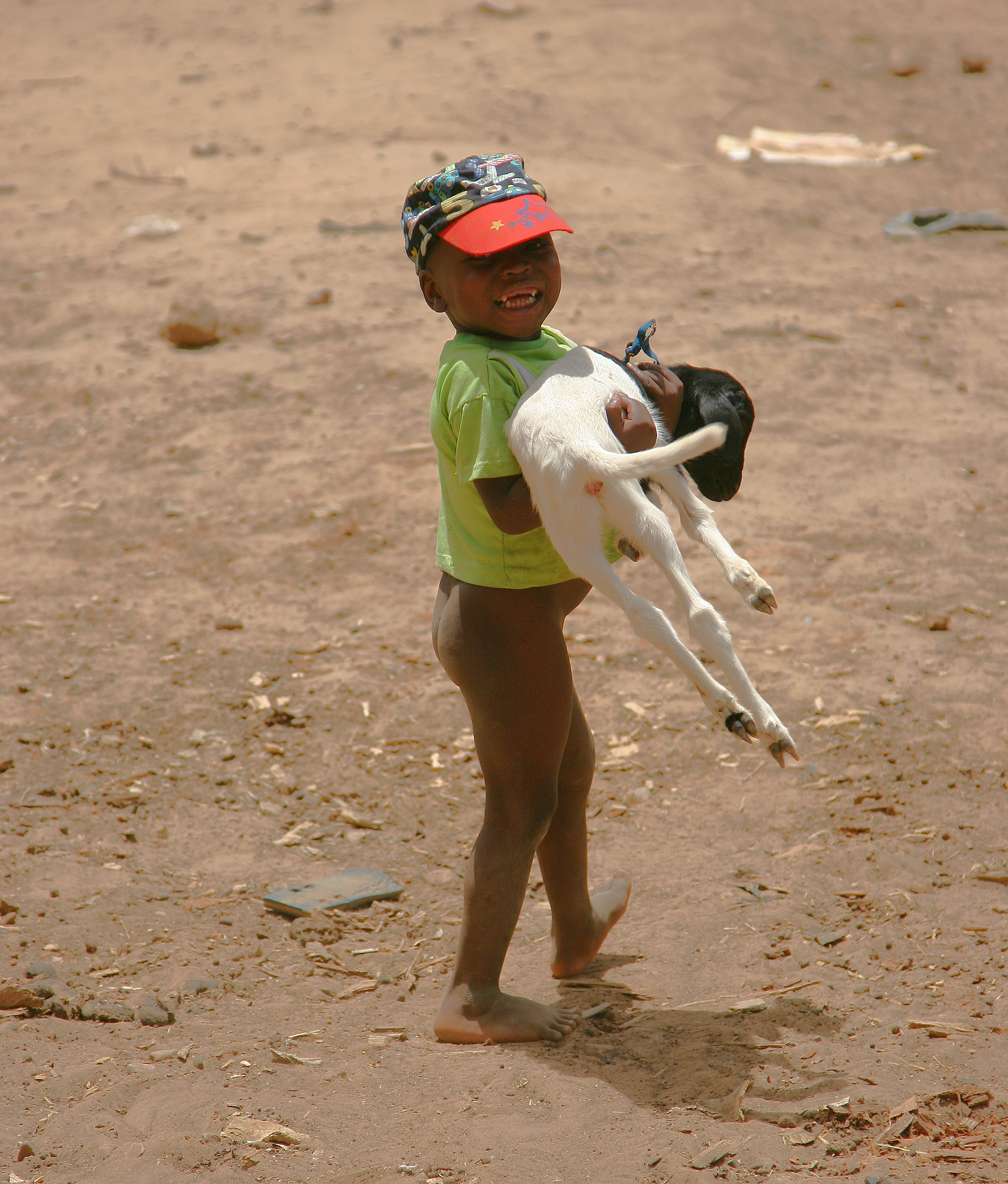
Một em bé trong tình trạng cởi truồng.

Cởi truồng nghĩa là không mặc bất cứ loại trang phục gì như quần, váy... để che vùng kín và bộ phận sinh dục của cơ thể. Khi cởi truồng người ta không mặc quần áo để che phần dưới cơ thể, khác với khỏa thân là lộ toàn thân thể không mặc quần áo. Cởi truồng dễ thấy nơi công cộng được xem là hành vi chỉ của trẻ con.
Trừ các trường hợp thật cần thiết như khi tắm hay chuyện phòng the, con người từ lâu đã rất hiếm khi cởi truồng ở nơi công cộng. Các trường hợp rất đặc biệt mà người ta cởi truồng trước sự hiện diện của người khác là các bãi tắm tiên, quy trình kiểm tra sức khỏe quân ngũ, cởi vì nghệ thuật, ví dụ như một số cảnh phim, kịch yêu cầu một mức độ khỏa thân nhất định, hoặc để bày tỏ sự phản đối, chẳng hạn phản đối chính trị.
Từ cởi truồng cũng được sử dụng cho việc khỏa thân hoàn toàn.

## Dân gian

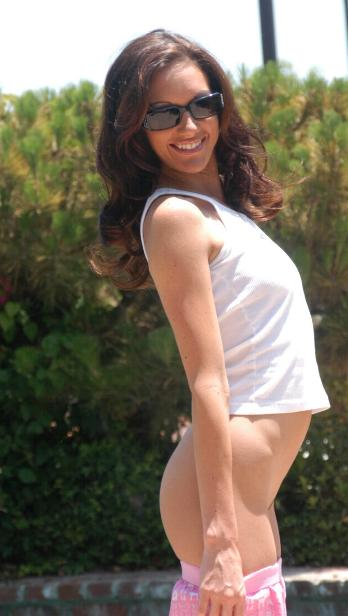
Nữ diễn viên phim khiêu dâm Taylor Rain.

### Thành ngữ, tục ngữ, ca dao
Người Việt Nam có câu nói "Người dại cởi truồng. Người khôn xấu hổ". Câu này để chỉ người khôn không nên giao thiệp với kiểu người dại này, những kẻ có thể làm mất mặt, làm xấu hổ, nhục nhã họ.
Người xưa cũng có câu "Có chồng như gông mang cổ, Không chồng cởi lổ (cởi truồng) mà đi".

### Phong tục
Ngày xưa, tại Thanh Hóa, có một số phong tục như là các hội tế thần, các cô gái đồng trinh được làng chọn cởi truồng tắm dưới ao làng, sau đó múa trước bàn thờ thánh cũng trong tình trạng ở truồng như thế.
Một vài nơi có tục thờ cúng ông Táo nhưng chỉ mua áo giấy cho ông chứ không mua quần.
Ở suối Thần Nông, Ba Đông, Hồ Bắc, Trung Quốc có một phong tục địa phương những người phu kéo thuyền, kéo bè, kéo mảng đều trần truồng, không mặc bất cứ thứ gì trên người khi làm việc.

### Câu đố
Người Kinh có câu đố "Con đóng khố, bố cởi truồng", chỉ tình trạng nghèo khổ, túng thiếu quá mức. Dân tộc Tày và Nùng thì có câu đố "Con bé mặc áo chắp này, chắp nọ, lớn bằng bố bằng mẹ thì cởi truồng".

## Sách

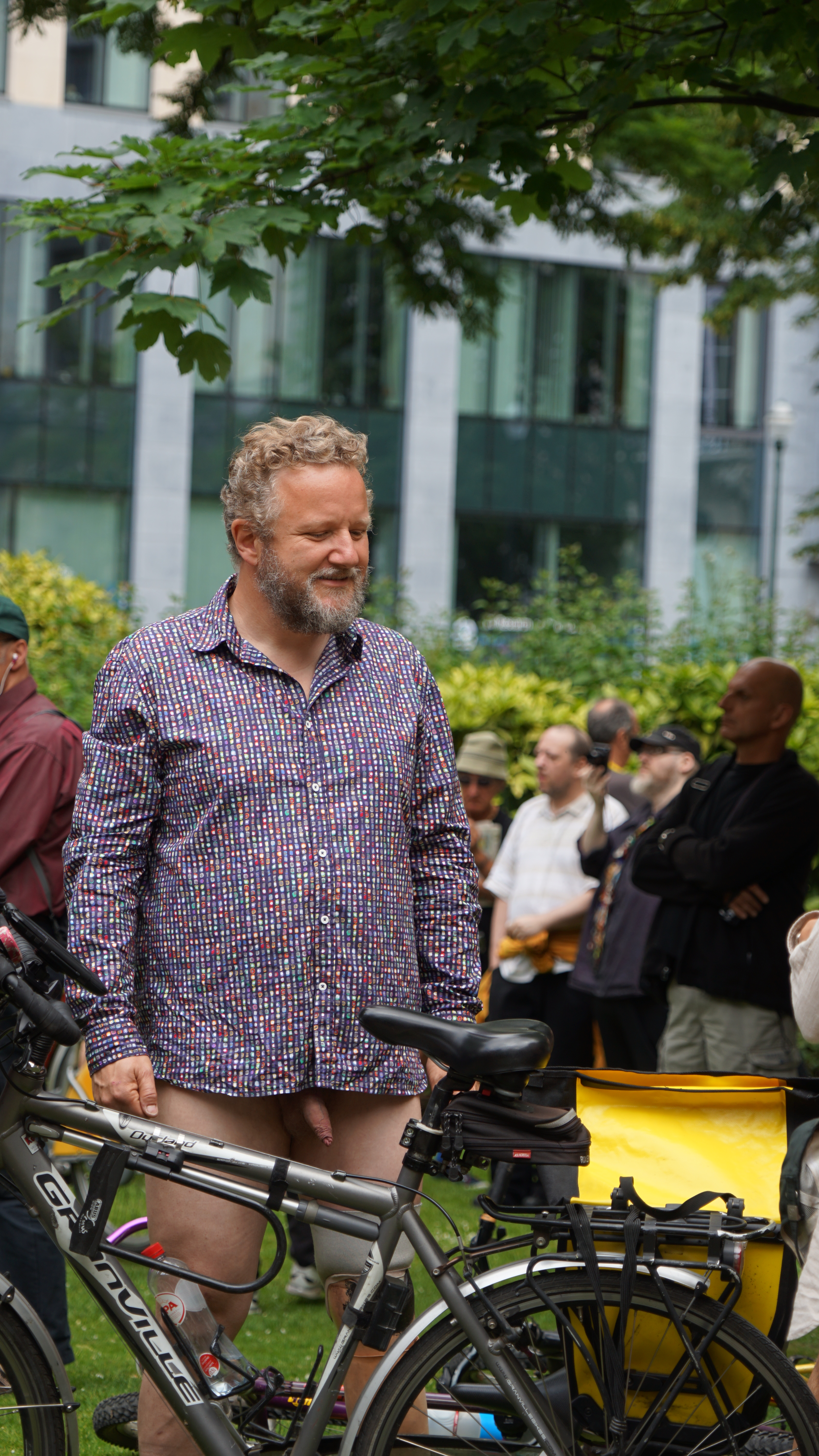
Một người đàn ông ở truồng nơi công cộng.

### Văn chương
Chế Lan Viên đã sử dụng từ cởi truồng như dụng ngôn cho sự lột bỏ đối với tâm hồn: "Ta cởi truồng ra, ta cởi truồng ra. Ngoài kia trăng sáng chảy bao la. Ta nhảy vào quay cuồng thôi lăn-lộn...".

### Lịch sử
Có nhiều giai thoại ghi lại vào thời Pháp thuộc, các quan lại bắt 4 cô gái chống đối phải cởi truồng diễu phố. Dưới thời Việt Nam cộng hòa có một cuộc biểu tình chống chính quyền bằng cách cởi truồng tại Cần Giuộc, sự kiện này được ghi lại trong tạp chí Nghiên cứu lịch sử, Số phát hành 137-153 vào năm 1971. Trong quyển Bảy Viễn: thủ lĩnh Bình Xuyên có nhắc đến việc mỗi khi vào tù, người tù phải cởi truồng, giang hai tay, hai chân cho lính xét coi có giấu thuốc phiện trong người không.

### Phê phán
Tác giả Phong Thu trong quyển sách THE RAIN STILL FALLS IN SAIGON: Short Stories xuất bản năm 2011, chỉ trích tình trạng phụ nữ Việt Nam kết hôn với một bộ phận người Hàn Quốc, Đài Loan...có nhắc đến hình ảnh này.

### Truyện tranh
Cuốn "Trưng Nữ Vương khởi nghĩa Mê Linh" nằm trong bộ sách của NXB Giáo dục Việt Nam, được xuất bản năm 2009, trong đó dùng hình ảnh và lời nói về chi tiết Mã Viện bắt quân sĩ “cởi truồng” để chiến đấu với các nữ binh của Hai Bà Trưng. Chi tiết này khiến Hai Bà Trưng thua trận. Theo GS.TSKH sử học Vũ Minh Giang: "Trong các sách lịch sử không có cuốn sách nào nói đến chi tiết như vậy. Đó là chi tiết bịa đặt lịch sử..."

## Pháp lý

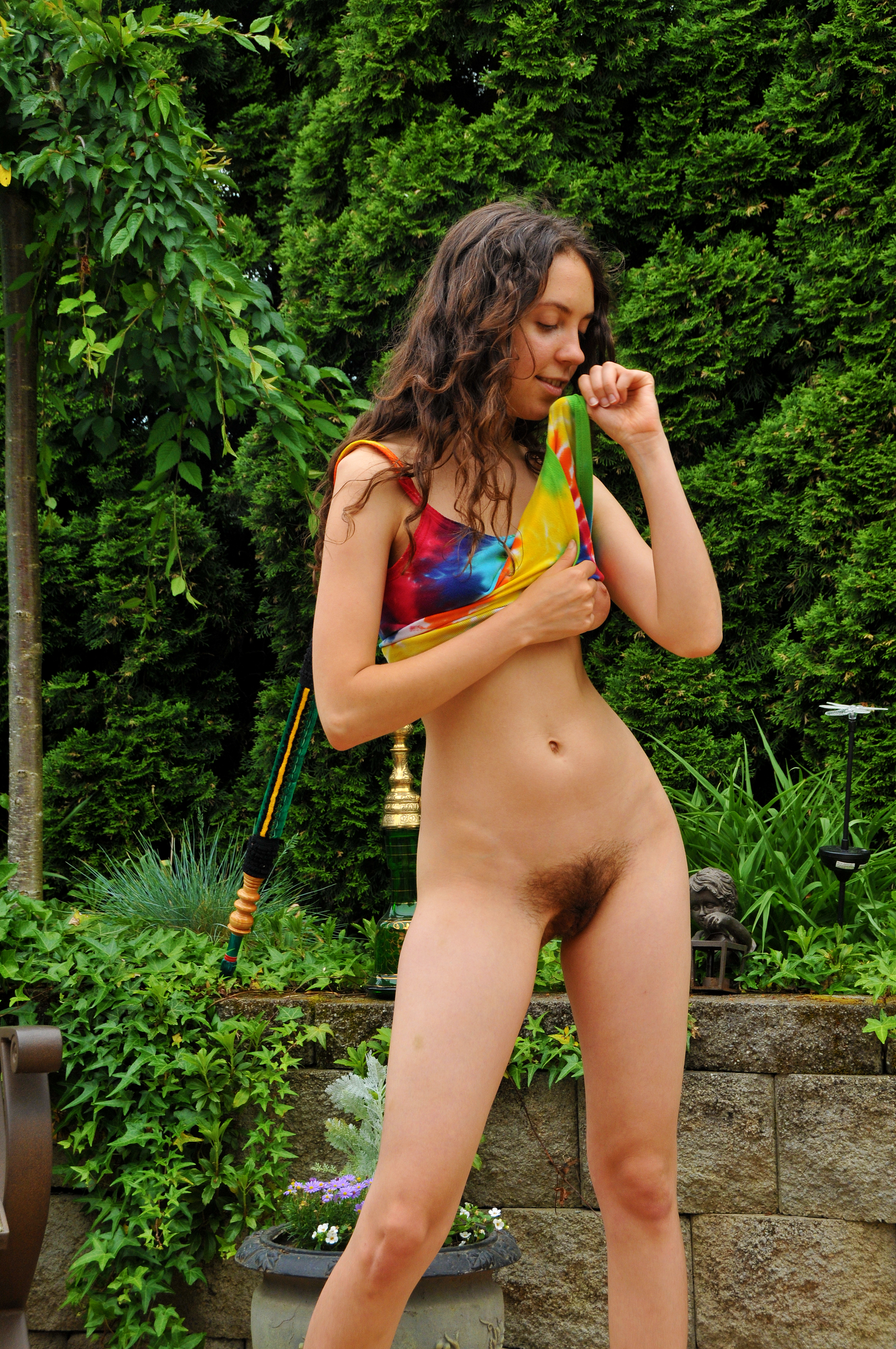

Cởi truồng đôi khi là một hình thức trừng phạt trẻ con, như việc phơi nắng phơi mưa, nhưng hành vi này cùng nhiều kiểu hành vi khác ngày càng bị xã hội lên án. Các hình phạt này được xem là xúc phạm và có thể xếp vào tội bạo hành, cha mẹ của đứa trẻ có thể sẽ phải hầu tòa và ngồi tù.
Vào năm 2015, một cô giáo tại trường mẫu giáo ở Lạc Dương, tỉnh Hà Nam, Trung Quốc bắt 20 em nhỏ cởi truồng cởi trần xếp hình trái tim và nhiều hình khác, chụp hình và đăng lên mạng. Hành động này dẫn đến phản ứng xã hội dữ dội.
Tại Việt Nam, một số cơ sở chữa bệnh mê tín dị đoan yêu cầu bệnh nhân "cởi truồng để chữa bệnh", một sự việc đã được truyền thông đưa tin từ huyện Thanh Chương, Nghệ An vào năm 2009. Hành vi cởi truồng hoặc lõa thể hoàn toàn xuất hiện trên 1 số trang mạng xã hội từ tài khoản của một số cá nhân, nhóm... nhân danh bảo vệ môi trường bị truyền thông chỉ trích. Việc cởi truồng được sử dụng để đánh bóng tên tuổi. "Khoản 1 Điều 10 Nghị định 73/2010/NĐ-CP quy định Hành vi vi phạm quy định về nếp sống văn minh, theo đó phạt cảnh cáo hoặc phạt tiền từ 60.000 đồng đến 100.000 đồng đối với một trong những hành vi không mặc quần, áo hoặc mặc quần áo lót ở nơi hội họp đông người, các địa điểm văn hóa, tín ngưỡng, nơi làm việc của các cơ quan nhà nước, tổ chức chính trị, tổ chức kinh tế, tổ chức xã hội." Tuy vậy, Nghị định 167/2013/NĐ-CP thay thế đã bỏ hình phạt này.